# Messimy
Messimy es una comuna francesa situada en el departamento de Ródano, de la región de Auvernia-Ródano-Alpes.

## Geografía
Está situada a 15 kilómetros en el suroeste de Lyon.

## Demografía
| 957 | 1 154 | 1 384 | 1 605 | 2 017 | 2 696 | 2 995 | 3 265 | 3 376 |
| Para los censos de 1962 a 1999 la población legal corresponde a la población sin duplicidades (Fuente: INSEE [Consultar]) |       |       |       |       |       |       |       |       |